# 다룩어
다룩어(Dharug)는 지금의 뉴사우스웨일스주 시드니에서 쓰였던 오스트레일리아 토착어이다. 이요라어(Iyora) 또는 시드니어(Sydney)라고도 한다. 호주의 식민화의 결과로 마지막 화자가 19세기 말엽 또는 20세기 초반에 죽어 사어가 되었고, 문헌상 자료로만 남았다. 그러나 1990년대와 2000년대 들어 옛 다룩인들의 후손들이 그들 언어를 되살리려는 노력을 상당히 기울였고, 젊은이들 가운데서도 학교를 찾아 다룩어를 배우려는 사례가 늘고 있다.

## 이름
유럽인과 접촉하기 이전에 다룩어 화자들이 다룩어를 부르는 이름은 없었다. 해안 방언은 “사람”이라는 뜻의 이요라(Iyora, Iora, Eora)로 불렸고, 내륙 방언은 뜻을 알 수 없는 다룩(Dharug, Darug, Dharuk, Dharruk)이라는 이름으로 불렸다. 두 이름은 모두 언어 전체를 가리키는 이름으로도 쓰인다.

## 음운론

### 자음
|        | 변자음   | 변자음   | 설단음 | 설단음 | 설첨음 | 설첨음 |
| 양순음 | 연구개음 | 경구개음 | 치음   | 치경음 | 권설음 |        |
| ------ | -------- | -------- | ------ | ------ | ------ | ------ |
| 파열음 | b        | k        | c      | t̪      | t      |        |
| 비음   | m        | ŋ        | ɲ      | n̪      | n      |        |
| 설측음 |          |          | ʎ      |        | l      |        |
| R음    |          |          |        |        | r      | ɻ      |
| 접근음 | w        | w        | j      |        |        |        |

### 모음
|        | 전설 | 후설 |
| ------ | ---- | ---- |
| 고모음 | i    | u    |
| 저모음 | a    | a    |

모음 길이를 구분했을 가능성도 있지만, 남아 있는 자료로는 판단하기 힘들다.

## 영어 및 다른 언어로 들어온 다룩어 낱말
다룩어는 현재 일상어로는 쓰이고 있지 않지만, 몇몇 단어가 영어 차용어로 들어와 쓰이고 있으며, 그 가운데 세계 여러 언어로 널리 퍼진 것도 있다. 동물이름으로 ‘코알라’, ‘딩고’, ‘왈라비’, ‘웜뱃’ 등이 다룩어 어원이고, ‘부메랑’도 다룩어에서 받아들인 것이다.

## 참고 문헌
- Troy, Jakelin (1994). 《The Sydney Language》. Canberra: Panther. ISBN 0-646-11015-2.
- Broome, Richard (2001). 《Aboriginal Australians》. Sydney: Allen & Unwin. ISBN 1-86508-755-6.